# مقاومة للماء

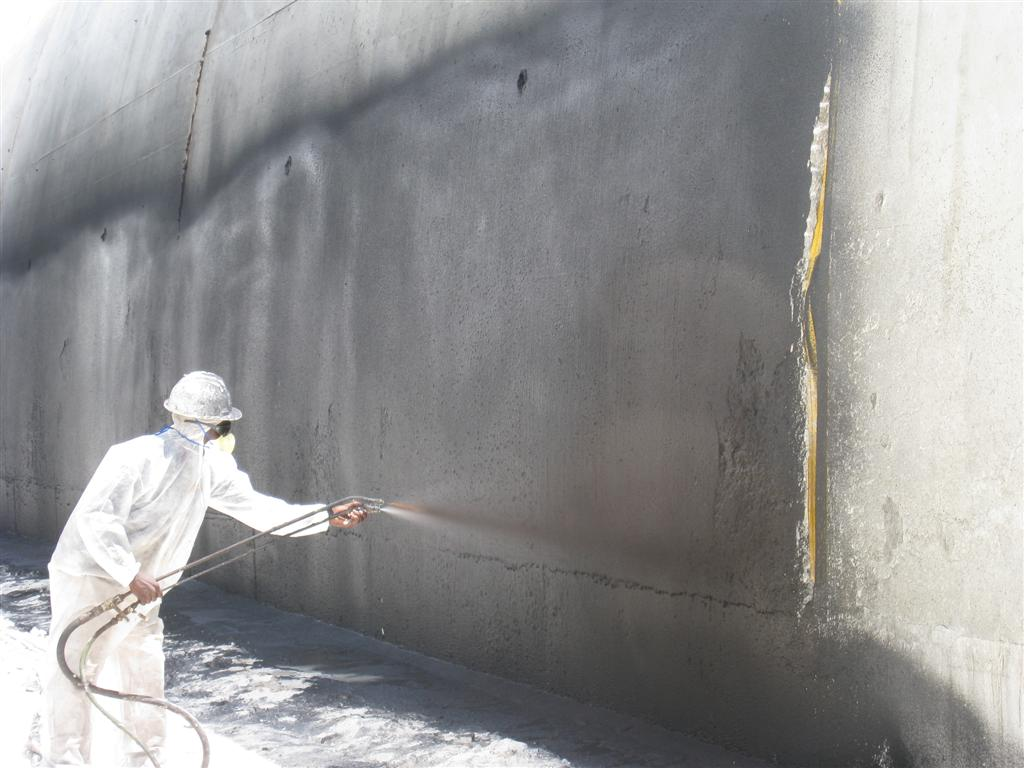

التصميد للماء أو الصُمود للماء هي عملية جعل جسم أو هيكل صامداً للماء أو مقاوماً للماء بحيث يظل غير متأثر نسبياً بالمياه أو يقاوم دخول الماء في ظل ظروف معينة. وقد تستخدم تلك الأشياء في البيئات الرطبة أو تحت الماء حتى أعماق محددة.
غالباً ما يشير مصطلح مُقاوم للماء وصامد للماء إلى مقاومة اختراق الماء في حالته السائلة وربما تحت الضغط، بينما يشير مصطلح صامد للرطوبة إلى مقاومة الرطوبة أو النداوة. نفاذ بخار الماء يتم تسجيله باستخدام سرعة انتقال بخار الماء. كذلك الماء الناتج عن عملية التكثيف يكون منفصلاً عادة عن «مقاومة الماء».
كان فيما مضى يتم جعل بدن المراكب والسفن مقاومة للماء باستخدام القطران أو الزفت. ويمكن جعل الأشياء الحديثة مقاومة للماء باستخدام الطلاءات الطاردة للماء أو بدرز الأقفال باستخدام حواشي الإحكام أو الحلقات الدائرية.
في قطاع الإنشاءات، يتم جعل البناء أو الهيكل مضادًا للماء باستخدام أغشية وطلاءات لحماية المحتوى من أسفل أو من الداخل بالإضافة إلى حماية السلامة الهيكلية. ولقد تم ذكر جعل تغليف المبنى مضادًا للماء في مواصفات الإنشات في «07 - الحماية الحرارية والحماية من الرطوبة (Thermal and Moisture Protection)» في مواصفات MasterFormat الأساسية لعام 2004, من خلال معهد مواصفات الإنشاء (Construction Specifications Institute) ويضم تغليف المواد بالإضافة إلى جعلها مضادة للماء.
يستخدم مصطلح «مضاد للماء» في الإشارة إلى البنى الإنشائية (الأبنية التحتية أو الأسطح أو المناطق الجافة وما شابه) والزوارق وقماش القنب والملابس (المعطف المضاد للأمطار) والأحذية العالية الصامدة للماء والأوراق (مثل علب الألبان والعصائر).
ولا ينبغي اللبس بين مضادة الماء والسطح، حيث لا ينبغي بالضرورة أن يتحمل السطح الحمل الهيدروستاتيكي، بينما يمكن لمضادة الماء أن تتحمل ذلك.
لقد تطورت في السنوات الماضية معايير دورات المياه المضادة للماء في المنشآت السكنية، ويرجع هذا في معظمه إلى تشديد قوانين البناء عمومًا.

## الإنشاء المضاد للماء
في بناء الإنشاءات، ينبغي أن يكون الهيكل مضادًا للماء ذلك أن الخرسانة نفسها لن تكون محكمة للماء بمفردها (ولكن لاحظ أنه يمكن جعل الخرسانة مقاومة للماء بسهولة وذلك بإضافة بعض الإضافات). ويقوم النظام التقليدي لمضادة الماء على الغشاء. ويعتمد هذا على استخدام طبقة أو أكثر من الأغشية المتوفرة من مواد مختلفة: مثل بيتومين وسيليكات والبولي فينيل كلوريد (PVC) ومطاط الإيثيلين بروبلين دايين مونومر (EPDM) وما شابه والتي تعمل كحاجز بين الماء وهيكل المبنى مما يحول دول مرور الماء. ولكن يعتمد نظام الغشاء على الاستخدام الأمثل ويمثل بعض المشكلات. فمشكلات الاستخدام أو الالتصاق بالطبقة السفلية قد يؤدي إلى حدوث تسرب. ونادرًا ما يسمح باستخدام تلك الأغشية في المملكة المتحدة تحت الأرض تحت سطح الماء.
شهدت صناعة الإنشاء تطورات تقنية على مدار العقدين الماضيين في استخدام المواد المضادة للماء، بما في ذلك الأنظمة المتكاملة المضادة للماء بالإضافة إلى مواد الأغشية الأكثر تطورًا.
تعمل الأنظمة المتكاملة في إطار منظومة الهيكل الخرساني، مما يمنح الخرسانة نفسها صفة مقاومة الماء. وهناك نوعان أساسيان من أنظمة مضادة الماء المتكاملة: النظام الذي يألف الماء والنظام الكاره للماء. يستخدم النظام الذي يألف الماء بصورة نموذجية تقنية البلورة التي تستبدل الماء في الخرسانة ببلورات لا تذوب. وهناك العديد من العلامات التجارية في الأسواق تروج لوجود خصائص مشابهة لهذه، ولكن لا يمكنها جميعًا أن تتعامل مع نطاق واسع من المنتجات الثانوية للأسمنت المرطبة بالماء، ولذا ينبغي توخي الحذر. ويستخدم النظام الكاره للماء أحماضًا دهنية تمنع تكون المسام داخل الخرسانة مما يحول دون مرور الماء.
وتهدف مواد الأغشية الحديثة إلى التغلب على مشكلات الطرق القديمة مثل البولي فينيل كلوريد (PVC) ومادة البولي إيثيلين عالية الكثافة (HDPE). وبصورة عامة، تعتمد التقنية الحديثة في الأغشية المضادة للماء على المواد القائمة على البوليمر التي تتميز بخاصية التصاق هائلة تعمل على إنشاء حاجز لا مثيل له حول الناحية الخارجية للهيكل.

## مضادة الماء باستخدام الزيوت
تستخدم مضادة الماء باستخدام الزيوت عمومًا في معالجة تسرب الأسطح بعد الإنشاء.

## المعايير
- الجمعية الأمريكية لاختبار المواد (ASTM) دليل المعايير C1127 لاستخدام المحتوى شديد الصلابة والغشاء المضاد للماء المرن باستخدام السوائل الباردة مع السطح المتآكل
- معايير مواصفات الجمعية الأمريكية لاختبار المواد D3393 الخاصة بالأقمشة المغلفة بمادة مضادة للماء
- معايير D6135 لاستخدام المواد المضادة للماء المصنوعة من البيتومين المعدل المتميز بالالتصاق الذاتي
- اللجنة الدولية للتقانة الكهربية IEC 60529-درجات الحماية المتوفرة باستخدام الصناديق (رمز IP Code)
- [معهد المعايير البريطاني (BSI)] BS.8102:2009 - «حماية الإنشاءات التحتية ضد المياه الجوفية».